# Liste von Hüttenwerken in Deutschland
Die Liste von Hüttenwerken in Deutschland enthält betriebene und stillgelegte Metallhütten, Eisenhütten und Stahlwerke in Deutschland.
| Name                                                                                        | Bundesland          | Kreis                                     | Ort                                                                   | Bau / Inbetriebnahme                                         | Stilllegung | Hauptprodukt(e) | Anmerkungen / Quellen |
| ------------------------------------------------------------------------------------------- | ------------------- | ----------------------------------------- | --------------------------------------------------------------------- | ------------------------------------------------------------ | --- | --- | --- |
| Stahlwerk Annahütte                                                                         | Bayern              | Landkreis Berchtesgadener Land            | Hammerau (Ainring)                                                    | 1537                                                         | wieder in Betrieb | Roheisen, Stahl | |
| Maxhütte (Sulzbach-Rosenberg) oder Eisenwerk Maximilianshütte (MH)                          | Bayern              | Landkreis Amberg-Sulzbach                 | Sulzbach-Rosenberg                                                    | 1851                                                         | 2002 | Roheisen, Stahl, Eisenbahnschienen, Rohre | |
| Maxhütte (Maxhütte-Haidhof) oder Sauforster Hütte                                           | Bayern              | Landkreis Schwandorf                      | Maxhütte-Haidhof                                                      | 1851                                                         | 1990 | Roheisen, Stahl, Eisenbahnschienen, Feinblech | |
| Lech-Stahlwerke                                                                             | Bayern              | Landkreis Augsburg                        | Meitingen-Herbertshofen                                               | 1970                                                         | | Stabstahl, Halbzeug, Betonstahl | |
| EKO Stahl GmbH, heute ArcelorMittal Eisenhüttenstadt                                        | Brandenburg         | Landkreis Oder-Spree                      | Eisenhüttenstadt                                                      | 1951                                                         | in Betrieb (2020) | Roheisen, Stahl, Bramme, Warmband, Kaltband, feuerverzinktes und kunsttofbeschichtetes Stahlband | |
| Eisenhüttenwerk Peitz                                                                       | Brandenburg         | Landkreis Spree-Neiße                     | Peitz                                                                 | 1554                                                         | 1898 | Gusseisen | Verhüttung von Raseneisenerz. Funktionstüchtger Hochofen und Gießerei als technisches Museum erhalten. |
| Norddeutsche Hütte, heute ArcelorMittal Bremen                                              | Bremen              | Bremen                                    | Häfen                                                                 | 1908                                                         | in Betrieb (2020) | Roheisen, Stahl, Bramme, Warmband, Kaltband, feuerverzinktes Kaltband, Tailored Blank | ab 1954 Klöckner Stahl Bremen, ab 1994 Stahlwerke Bremen, ab 2006 Arcelor Bremen, seit 2007 ArcelorMittal Bremen |
| Breidenbacher Hütte                                                                         | Hessen              | Landkreis Marburg-Biedenkopf              | Breidenbach                                                           | 1601                                                         | 1626 | Roheisen | |
| Buderus Edelstahl                                                                           | Hessen              | Lahn-Dill-Kreis                           | Wetzlar                                                               | 1920                                                         | in Betrieb (2022) | Stahl, Halbzeug, Warmband, Kaltband sowie geschmiedeten Stabstahl, Freiformschmiedestücke und Gesenkschmiedestücke | |
| Burger Eisenwerke / Burgerhütte                                                             | Hessen              | Lahn-Dill-Kreis                           | Burg                                                                  | 1727                                                         | 1898 | Roheisen | |
| Eisenhütte Fellerdilln                                                                      | Hessen              | Lahn-Dill-Kreis                           | Haiger                                                                | 1609                                                         | 1613 | Roheisen | Produktion von 80 t Roheisen/Jahr |
| Carlshütte                                                                                  | Hessen              | Landkreis Marburg-Biedenkopf              | Buchenau (Dautphetal)                                                 | 1844-06-22                                                   | 195* | Stahl, Roheisen, Feinblech | |
| Dorotheenhütte                                                                              | Hessen              | Lahn-Dill-Kreis                           | Dillenburg                                                            | 1844                                                         | | Nickel, Kupfer | |
| Eibelshäuserhütte                                                                           | Hessen              | Lahn-Dill-Kreis                           | Eibelshausen                                                          | 1613                                                         | 1770 (mind.) | Roheisen | |
| Eisenhütte Veckerhagen                                                                      | Hessen              | Landkreis Kassel                          | Veckerhagen                                                           | 1581                                                         | 1903 | Eisen | bekannt geworden durch das Wirken von Denis Papin (um 1706) und Robert Wilhelm Bunsen (1834) |
| Emmershäuser Hütte (Emmershausen, Weiltal)                                                  | Hessen              | Hochtaunuskreis                           | Weilrod                                                               |                                                              | 1867 | Roheisen | |
| Ewersbacher Hütte                                                                           | Hessen              | Lahn-Dill-Kreis                           | Ewersbach                                                             | 1765 (mind.)                                                 | 1785 ? | Roheisen | |
| Georgshütte                                                                                 | Hessen              | Lahn-Dill-Kreis                           | Burgsolms                                                             |                                                              | 1891 | Roheisen | |
| Hedwigshütte                                                                                | Hessen              | Landkreis Gießen                          | Lollar                                                                | 1853                                                         | 1907 | Roheisen | |
| Hochofenwerk Oberscheld                                                                     | Hessen              | Lahn-Dill-Kreis                           | Oberscheld                                                            | 1905                                                         | | Roheisen | erbaut durch Hessisch-Nassauischen-Hüttenverein |
| Holzkohle-Hochofen Oberscheld                                                               | Hessen              | Lahn-Dill-Kreis                           | Oberscheld                                                            | 1589, 1605                                                   | 1745 | Roheisen | |
| Isabellenhütte bzw. Isabelle Kupferhütte                                                    | Hessen              | Lahn-Dill-Kreis                           | Dillenburg                                                            | 1482                                                         | | Kupfer | heute wird Messtechnik produziert, aber nichts mehr verhüttet |
| Justushütte                                                                                 | Hessen              | Landkreis Marburg-Biedenkopf              | Weidenhausen (Gladenbach)                                             | 1832                                                         | 1883 | | |
| Leopoldshütte (Agnesenhütte)                                                                | Hessen              | Lahn-Dill-Kreis                           | Haiger                                                                | 1852                                                         | 1927 | Roheisen | Lage |
| Löhnberger Hütte                                                                            | Hessen              | Landkreis Limburg-Weilburg                | Löhnberg                                                              | 1766 (mind.)                                                 | 1803 ? | Roheisen | |
| Ludwigshütte                                                                                | Hessen              | Landkreis Marburg-Biedenkopf              | Biedenkopf                                                            | 1521, 1531, 1608                                             | | Eisen | |
| Main-Weser-Hütte                                                                            | Hessen              | Landkreis Gießen                          | Lollar                                                                |                                                              | | Roheisen | |
| Margarethenhütte (Lahnhütte)                                                                | Hessen              | Landkreis Gießen                          | Gießen                                                                | 1873                                                         | 1898 | Roheisen | |
| Neuhoffnungshütte                                                                           | Hessen              | Lahn-Dill-Kreis                           | Sinn                                                                  | 1859                                                         | 1885 | Roheisen | |
| Neuhütte                                                                                    | Hessen              | Lahn-Dill-Kreis                           | Steinbrücken                                                          | 1420                                                         | | Roheisen | |
| Oberndorfer-Hütte                                                                           | Hessen              | Lahn-Dill-Kreis                           | Braunfels                                                             | 1666                                                         | 1861 | Roheisen | |
| Solmser Kupferhütte                                                                         | Hessen              | Lahn-Dill-Kreis                           | Solms                                                                 | 1776 (vor)                                                   | | Kupfer | |
| Sophienhütte                                                                                | Hessen              | Lahn-Dill-Kreis                           | Wetzlar                                                               | 1.8.1872                                                     | 1981 | Stahl, Roheisen | erbaut durch Buderus |
| Schelder Eisenwerke                                                                         | Hessen              | Lahn-Dill-Kreis                           | Niederscheld                                                          | 1825                                                         | | Roheisen | |
| Steinbacher Hütte                                                                           | Hessen              | Lahn-Dill-Kreis                           | Steinbach                                                             | 1785                                                         | 1804 | Kupfer | |
| Wilhelmshütte (zu Beginn Kilianshütte)                                                      | Hessen              | Landkreis Marburg-Biedenkopf              | Dautphe (Dautphetal)                                                  | 1832/34                                                      | 1974 | Stahl, Feinblech | |
| Altenauer Eisenhütte                                                                        | Niedersachsen       | Landkreis Goslar                          | Altenau                                                               | vor 1530                                                     | 1873 | Eisen (als Granalien für die Oberharzer Bleihütten). | |
| Beckeroder Eisenhütte                                                                       | Niedersachsen       | Landkreis Osnabrück                       | Hagen am Teutoburger Wald                                             | 1836                                                         | 1863 | Eisen | am 4. Juni 1856 übernommen vom Georgs-Marien-Bergwerks- und Hüttenverein, als Kesselschmiede bestand die Hütte bis 1903 |
| Bleihütte Clausthal oder Frankenscharrnhütte                                                | Niedersachsen       | Landkreis Goslar                          | Clausthal-Zellerfeld                                                  | 1188                                                         | 31. Dezember 1967 | Blei | |
| Bleihütte Nordenham oder Friedrich-August-Hütte                                             | Niedersachsen       | Landkreis Wesermarsch                     | Nordenham                                                             | 1906                                                         | in Betrieb (2018) | Blei, Schwefelsäure | heute Weser-Metall GmbH |
| Blei(-Kupfer-)Hütte Oker                                                                    | Niedersachsen       | Landkreis Goslar                          | Oker                                                                  | 1527                                                         | 30. Juni 1970 | Blei, Kupfer, Schwefelsäure, Silber | vormals Frau-Marien-(Saiger-)Hütte, ab 1968 Teil des Hüttenwerk Harz, teilweiser Weiterbetrieb bis 2001 als Harz-Metall GmbH |
| Blei-Silber-Hütte Clausthal-Lautenthal                                                      | Niedersachsen       | Landkreis Goslar                          | Clausthal-Zellerfeld und Langelsheim                                  | 1923                                                         | 31. Dezember 1967 | Blei, Silber | Verbund der Bleihütte Clausthal und Silberhütte Lautenthal nach Übernahme durch die Preussag AG |
| Braunschweiger Hüttenwerk                                                                   | Niedersachsen       | Braunschweig                              | Braunschweig und ehedem Wildemann (HGG)                               |                                                              | | Blei, Zinn, Bronze | Herstellung von Gleitlagern für Großmotoren, Maschinenbau-Lager, Sonderanwendungen von NE-Metallen, frühere Tochter der Glyco AG Wiesbaden, nun Tochtergesellschaft von „Zollern“ (der Fürstlich Hohenzollernschen Verwaltung) |
| Eisen- und Stahlwerk Osnabrück                                                              | Niedersachsen       | Kreisfreie Stadt Osnabrück                | Osnabrück                                                             | 1868                                                         | 1989 | Stahl aus Roheisen vom benachbarten Georgs-Marien-Bergwerks- und Hüttenverein | bis heute (2016) weiterhin Kaltbearbeitungen durch IAG Magnum (Georgsmarienhütte Holding) |
| Eisenwerk Salzgitter                                                                        | Niedersachsen       | Kreisfreie Stadt Salzgitter               | Salzgitter-Bad                                                        | 1868                                                         | 31. August 1874 | Roheisen | Gründung des Unternehmers Emil Langen, der 1870 an einem der Hochöfen einen tödlichen Arbeitsunfall erlitt. |
| Frau-Sophien-Hütte                                                                          | Niedersachsen       | Landkreis Goslar                          | Langelsheim                                                           | 1556                                                         | 1940 | Blei | stillgelegt und abgetragen |
| Georgsmarienhütte GmbH                                                                      | Niedersachsen       | Landkreis Osnabrück                       | Georgsmarienhütte                                                     | 1856                                                         | in Betrieb (2018) | Stahl (Stabstahl, Blankstahl) | als Georgs-Marien-Bergwerks- und Hüttenverein gegründetes Stahlwerk |
| Hans-Heinich-Hütte                                                                          | Niedersachsen       | Landkreis Goslar                          | Langelsheim                                                           | 1913                                                         | 1965 | Blei, Zink | heute reiner Chemiebetrieb |
| Harzer Zinkoxide                                                                            | Niedersachsen       | Landkreis Goslar                          | Harlingerode                                                          | 2020                                                         | in Betrieb (2023) | heute Zinkkonzentrate aus Recyclingstoffen | Nachfolgebetrieb der Zinkhütte Harlingerode |
| Herzog-Julius-Hütte                                                                         | Niedersachsen       | Landkreis Goslar                          | Langelsheim                                                           | 1575                                                         | 1967 | Blei und Blei-Zink-Mischoxid, seltene Metalle (z. B. Arsen, Germanium, Indium) | Restbetrieb (seltene Metalle) PPM GmbH bis heute in Betrieb (2009) |
| Hüttenwerk Othfresen                                                                        | Niedersachsen       | Landkreis Goslar                          | Othfresen bei Liebenburg                                              | 1869                                                         | 1874 | Roheisen | Gründung des Unternehmers Bethel Henry Strousberg. Verkauf 1872 an die Dortmunder Union. |
| Hüttenwerk Harz                                                                             | Niedersachsen       | Landkreis Goslar                          | Oker und Harlingerode                                                 | 1968                                                         | 30. Juni 1988 | Blei, Schwefelsäure, Zink, Zinkoxid | Verbund der Zinkhütte Harlingerode, Bleihütte Oker und Zinkoxydhütte Oker unter dem Dach der Preussag AG |
| Hüttenwerk Salzgitter                                                                       | Niedersachsen       | Kreisfreie Stadt Salzgitter               | Salzgitter-Watenstedt                                                 | 1937                                                         | in Betrieb (2018) | Eisen und Stahl | geht auf die Reichswerke Hermann Göring zurück |
| Ilseder Hütte                                                                               | Niedersachsen       | Landkreis Peine                           | Groß Ilsede                                                           | 1861                                                         | 1983 | Eisen und Stahl | Verhüttung der Erze aus dem Peiner Revier |
| Königshütte                                                                                 | Niedersachsen       | Landkreis Göttingen                       | Bad Lauterberg                                                        | 1737                                                         | 1863 | Eisen | Weiterbetrieb als Eisengießerei bis 2001 |
| Mathildenhütte                                                                              | Niedersachsen       | Landkreis Goslar                          | Schlewecke (Bad Harzburg)                                             | 1860                                                         | | Eisen | Verhüttung der Erze der nahegelegenen Gruben Hansa und Friederike |
| Messinghütte Bündheim                                                                       | Niedersachsen       | Landkreis Goslar                          | Bündheim                                                              | 1576                                                         | 1626 | Messing | |
| Nordenhamer Zinkhütte                                                                       | Niedersachsen       | Landkreis Wesermarsch                     | Nordenham                                                             | 1906                                                         | in Betrieb (2018) | Zink, Schwefelsäure | gehört zu dem Unternehmen Clencore |
| Norzinco GmbH Harzer Zinkoxide                                                              | Niedersachsen       | Landkreis Goslar                          | Harlingerode                                                          | 2002 (1974)                                                  | in Betrieb (2018) | Zinkoxid und Zinkstaub | Vorgänger waren die VHZ (Heubach) und die HZO GmbH. Auf dem Gelände der Zinkhütte Harlingerode |
| Silberhütte Altenau                                                                         | Niedersachsen       | Landkreis Goslar                          | Altenau                                                               | 1609                                                         | 1911 | Silber | |
| Silberhütte Lautenthal oder Bielstein-Hütte                                                 | Niedersachsen       | Landkreis Goslar                          | Langelsheim                                                           | 10. Jahrhundert                                              | 31. Dezember 1967 | Blei und Silber | zuletzt Feinhütte für Bleihütte Clausthal |
| Silberhütte St. Andreasberg                                                                 | Niedersachsen       | Landkreis Goslar                          | Langelsheim                                                           | 1550                                                         | 1911 | Silber, Blei, Kupfer | |
| Stahlwerk Peine                                                                             | Niedersachsen       | Kreisfreie Stadt Peine                    | Peine                                                                 | 1858                                                         | in Betrieb (2018) | Eisen und Stahl | geht auf die Ilseder Hütte zurück, 1970 verschmolzen mit Salzgitter Hüttenwerk AG, heute (2013) Salzgitter AG |
| Wilhelmshütte                                                                               | Niedersachsen       | Landkreis Hildesheim                      | Bornum                                                                | 23. Oktober 1727                                             | 17. Januar 1966 | Eisen, Herde und Öfen | Stilllegung als Eisenhütte 1857, Weiterbetrieb als Eisengießerei. Noch erhaltener Holzkohle-Hochofen von 1783 als Industriedenkmal. |
| Zinkoxydhütte Oker                                                                          | Niedersachsen       | Landkreis Goslar                          | Oker und Harlingerode                                                 | 1. April 1909                                                | 1968 (Verlust der Eigenständigkeit) | Zinkoxid | Restbetrieb heute Harz Oxid GmbH (Pächter der IVH GmbH) |
| Amalienhütte                                                                                | Nordrhein-Westfalen | Kreis Siegen-Wittgenstein                 | Bad Laasphe                                                           | 1850                                                         | 1975 | Roheisen | von Buderus stillgelegt |
| Annener Gussstahlwerk                                                                       | Nordrhein-Westfalen | Ennepe-Ruhr-Kreis                         | Witten                                                                | 1886                                                         | ? | Stahl | später zur Ruhrstahl |
| Aplerbecker Hütte                                                                           | Nordrhein-Westfalen | Kreisfreie Stadt Dortmund                 | Dortmund-Aplerbeck                                                    | 1862                                                         | 1930 | Roheisen und Stahl | Heute noch ausgegliederte Magnetproduktion Tridelta |
| August Thyssen-Hütte, heute Thyssenkrupp Steel Europe AG                                    | Nordrhein-Westfalen | Kreisfreie Stadt Duisburg                 | Duisburg-Marxloh, Bruckhausen und Beeckerwerth                        | 1891                                                         | in Betrieb (2024) | Roheisen und Stahl, Halbzeug, Warmband Kaltband, Verzinken, ehemals auch Schienen, Profilstahl | Größtes integriertes Hüttenwerk Europas. Keimzelle der späteren Thyssen AG, von 1926 bis 1945 Vereinigte Stahlwerke AG (VESTAG), Schienenproduktion 2013 eingestellt (TSTG Schienentechnik) |
| Berg- und Hütten-Aktienverein Neu-Schottland, später auch Eisenwerk Steele                  | Nordrhein-Westfalen | Kreisfreie Stadt Essen                    | Essen-Horst                                                           | 1856                                                         | 1923/1993 | Roheisen, Stahl, Schienen, 1892–1993: Schrauben | Wurde 1872 in die Union, AG für Bergbau, Eisen- und Stahl-Industrie eingebracht, Schließung des Hüttenwerks 1923, Schraubenproduktion noch bis 1993 (Vereinigte Schraubenwerke) |
| Bleihütte Binsfeldhammer, heute Nyrstar Stolberg GmbH                                       | Nordrhein-Westfalen | Städteregion Aachen                       | Stolberg                                                              | 1846                                                         | in Betrieb (2024) | Blei, Schwefelsäure, Silber, Berzelit, Kupfer-Bleistein, Gold | |
| Bochumer Verein, Werk Gußstahlfabrik, heute Bochumer Verein Verkehrstechnik GmbH            | Nordrhein-Westfalen | Kreisfreie Stadt Bochum                   | Bochum                                                                | 1842/1854                                                    | 1984/teilw. in Betrieb (2024) | Radsätze, ehemals Roheisen, Stahl, Schienen, Schmiedestücke, Stahlguss | Übernahme durch Krupp 1965, Stilllegung der Hochöfen 1968, Radsatzbau noch aktiv |
| Bochumer Verein, Werk Höntrop, heute Thyssenkrupp Steel Europe                              | Nordrhein-Westfalen | Kreisfreie Stadt Bochum                   | Bochum-Höntrop                                                        | 1924                                                         | 2015/in Betrieb (2024) | Warmband, Kaltband, Verzinken, bis 2015 auch (Edel-)Stahl, Halbzeug, ehemals auch nahtlose Stahlrohre | 1965 nach Fusion mit Hüttenwerk Rheinhausen zu Krupp Stahl AG. Edelstahlproduktion und Stranggießanlage kamen zu Krupp Nirosta und schließlich 2012 zu Outokumpu, 2015 Schließung und Verlagerung nach Krefeld |
| Charlottenhütte, später Hüttenwerke Siegerland AG                                           | Nordrhein-Westfalen | Kreis Siegen-Wittgenstein                 | Siegen-Niederschelden                                                 | 22. Januar 1864                                              | 1966 | Roheisen, Stahl, Grobblech | |
| Dortmunder Union, später HSP Hoesch Spundwand und Profil                                    | Nordrhein-Westfalen | Kreisfreie Stadt Dortmund                 | Dortmund                                                              | 1872                                                         | 1963/2015 | Spundwände, Roheisen, Stahl | Stilllegung der Hochöfen 1963, des Siemens-Martin-Werks 1981, 1910 von Hugo Stinnes in seine Deutsch-Luxemburgische Bergwerks- und Hütten-AG eingebracht, nach der Entflechtung der VESTAG zur Dortmund-Hörder Hüttenunion, 1966 zu Hoesch, Spundwandherstellung 2000 zur Salzgitter AG |
| Endorfer Hütte                                                                              | Nordrhein-Westfalen | Märkischer Kreis                          | Balve                                                                 | 1748                                                         | 1865 | Roheisen | älteste Hochofenanlage Deutschlands |
| Friedrich Wilhelms-Hütte                                                                    | Nordrhein-Westfalen | Kreisfreie Stadt Mülheim an der Ruhr      | Mülheim an der Ruhr                                                   | 1811                                                         | 1964/teilw. in Betrieb (2024) | Stahlguss, ehemals Roheisen, Eisenguss | erster mit Koks betriebener Hochofen im Ruhrgebiet, Stilllegung Hochofen 1964, Eisenguss 2020. Gehörte früher u. a. zu Rheinstahl Hüttenwerke AG und Thyssen Gießerei AG, dann Teil der GMH-Gruppe, seit 2022 zu Krauss-Maffei Wegmann |
| Geisweider Eisenwerke, heute Deutsche Edelstahlwerke Specialty Steel GmbH                   | Nordrhein-Westfalen | Kreis Siegen-Wittgenstein                 | Siegen-Geisweid                                                       | 9. März 1846                                                 | in Betrieb (2024) | (Edel-)Stahl, früher auch Roheisen | Ab 1951 bis 1977 Stahlwerke Südwestfalen, danach Friedr. Krupp Hüttenwerke AG Bochum, Krupp Edelstahlprofile GmbH |
| Grillo Funke, heute Thyssenkrupp Electrical Steel                                           | Nordrhein-Westfalen | Kreisfreie Stadt Gelsenkirchen            | Gelsenkirchen-Schalke                                                 | 1866                                                         | 1967/teilw. in Betrieb (2024) | Blech (Elektroblech), früher auch Stahl | 1911/12 von Mannesmann übernommen, 1967 Schließung des Siemens-Martin-Stahlwerks, kam 1970 nach Aufgabenteilung Thyssen/Mannesmann zu Thyssen (ehem. Elektroblech-Gesellschaft für elektromagnetische Werkstoffe mbH, kurz EBG) |
| Gussstahlfabrik Krupp                                                                       | Nordrhein-Westfalen | Kreisfreie Stadt Essen                    | Essen                                                                 | 1811                                                         | 1945/teilw. in Betrieb (2024) | Stahl, Radsätze, Schienen, Bleche, Rüstungsgüter, Schmiedestücke, Eisenguss | Keimzelle der Fried. Krupp AG, wurde im Zweiten Weltkrieg komplett zerstört und lag überwiegend brach, nur teilweise wieder industriell genutzt (u. a. die Krupp-Schmiedebetriebe, heute als Energietechnik Essen GmbH). Auf dem frei gewordenen Gelände steht nun das Thyssenkrupp-Hauptquartier. |
| Gussstahl-Werk Witten, heute Deutsche Edelstahlwerke Specialty Steel                        | Nordrhein-Westfalen | Ennepe-Ruhr-Kreis                         | Witten                                                                | 1854                                                         | in Betrieb (2024) | Edelstahl, Halbzeug, Stabstahl, früher auch Rüstungsgüter | Von Carl Ludwig Berger 1854 gegründet, kam 1922 an Gebr. Stumm, dann zu Ruhrstahl (Teil der VESTAG), schließlich zur Thyssen Edelstahlwerke AG und seit 2004 zu Deutsche Edelstahlwerke Speciality Steel |
| Gutehoffnungshütte, heute MAN Energy Solutions SE                                           | Nordrhein-Westfalen | Kreisfreie Stadt Oberhausen               | Oberhausen-Sterkrade                                                  | 1782                                                         | in Betrieb (2024) (Maschinenbau) | bis 1875 Roheisen und Stahl, seit 1875 u. a. Maschinenbau | 1953 Ausgründung des Hochofenbetriebes zur Hüttenwerk Oberhausen AG (HOAG) |
| Hasper Hütte (später Teil der Klöckner-Werke AG)                                            | Nordrhein-Westfalen | Kreisfreie Stadt Hagen                    | Hagen-Haspe                                                           | 1847                                                         | 1972/1982 | Roheisen, Stahl, Halbzeug, Stabstahl, Walzdraht, Grobbleche | Stilllegung des Hochofenbetriebes 1972, der gesamten Produktion 1982. |
| Henrichshütte (Ruhrstahl, später Thyssen Stahl AG)                                          | Nordrhein-Westfalen | Ennepe-Ruhr-Kreis                         | Hattingen                                                             | 1854                                                         | 2003 | Roheisen, Stahl, Bleche, Schmiedestücke | Stilllegung des Hochofenbetriebes 1987, Blasstahlwerk 1994. Einbringung der Schmiedebetriebe mit Klöckner und Krupp zu den Vereinigten Schmiedewerken (VSG) |
| Hüttenbetrieb Meiderich                                                                     | Nordrhein-Westfalen | Kreisfreie Stadt Duisburg                 | Duisburg-Meiderich                                                    | 1903                                                         | 1985 | Roheisen | Von August Thyssen zur Versorgung der Siemens-Martin-Werke in Styrum und Bruckhausen gegründet, 1985 Stilllegung des letzten Hochofens, seither Landschaftspark Duisburg-Nord |
| Hüttenwerke Krupp Mannesmann, vormals Heinrich-Bierwes-Hütte                                | Nordrhein-Westfalen | Kreisfreie Stadt Duisburg                 | Duisburg-Huckingen                                                    | 1909                                                         | in Betrieb (2024) | Roheisen und Stahl, Halbzeug (Brammen und Rundknüppel), ehemals auch Profilstahl, Kümpelstücke, Grobbleche, geschweißte Stahlrohre | Ab 1914 bis 1990 zu der Mannesmannröhren-Werke AG gehörig, Einbringung 1990 in die Hüttenwerke Krupp Mannesmann (je 50 % Krupp und Mannesmann), ist heute u. a. Vormaterial-lieferant für Thyssenkrupp, Salzgitter, Vallourec |
| Hüttenwerk Oberhausen AG, später Thyssen Niederrhein AG, vormals Hütte Neu-Essen            | Nordrhein-Westfalen | Kreisfreie Stadt Oberhausen               | Oberhausen                                                            | 1791/1853                                                    | 1997 | Roheisen und Stahl, Halbzeug, Schienen, Profilstahl, Walzdraht, Bleche, Kümpelstücke | 1791 entstand auf dem Areal die Hütte Neu-Essen, die Hochöfen wurden zunächst geschlossen und 1853 neu errichtet, letzter Hochofen 1980 stillgelegt, 1997 Stilllegung des Elektrostahlwerks. Die HOAG entsteht 1953 durch Ausgliederung aus der GHH, die 1969 durch Thyssen aufgekauft wird. Heute befindet sich das CentrO und der Gasometer auf dem Gelände. Das Gelände des Elektrostahlwerks liegt überwiegend brach |
| Hüttenwerk Phoenix-Ruhrort, heute ArcelorMittal Duisburg GmbH                               | Nordrhein-Westfalen | Kreisfreie Stadt Duisburg                 | Duisburg-Ruhrort/Laar                                                 | 1854                                                         | in Betrieb (2024) | Stahl, Halbzeug (Knüppel), seit 2013 Walzdraht, früher auch Roheisen, Schienen | Zusammenlegung mit dem benachbarten der Rheinische Stahlwerke im Jahre 1926 zur Hütte Ruhrort-Meiderich (als Teil der VESTAG), ab 1955 Phoenix-Rheinrohr AG, dann Thyssen Stahl AG, 1997 Verkauf an ISPAT Steel |
| Hüttenwerk Rheinhausen, später Teil der Krupp Stahl AG                                      | Nordrhein-Westfalen | Kreisfreie Stadt Duisburg                 | Duisburg-Rheinhausen                                                  | 18. Dezember 1897                                            | 15. August 1993 | Roheisen und Stahl, Halbzeug, Schienen, Bahnschwellen, Profilstahl, Walzdraht | Bekannt durch die Protestaktionen gegen die Schließung in den Jahren 1987 und 1988. Heute befindet sich auf dem Gelände der Logistikhafen „Logport“ der Duisburger Hafen AG. |
| Isselburger Hütte, heute Isselburg Guss und Bearbeitung GmbH                                | Nordrhein-Westfalen | Kreis Borken                              | Isselburg                                                             | 1794                                                         | in Betrieb (2024) | Eisenguss, ehemals auch Roheisen | Heute Eisengießerei Isselguss GmbH |
| Krefelder Stahlwerk AG, heute Outokumpu Nirosta und Deutsche Edelstahlwerke Specialty Steel | Nordrhein-Westfalen | Kreisfreie Stadt Krefeld                  | Krefeld-Fischeln                                                      | 1900                                                         | in Betrieb (2024) | Edelstahl | Von August Thyssen 1900 gegründet, Hauptbetrieb der ehemaligen Thyssen Edelstahlwerke AG |
| Mannesmann-Werk Lierenfeld, ehem. Düsseldorfer Röhren- und Eisenwalzwerke AG                | Nordrhein-Westfalen | Kreisfreie Stadt Düsseldorf               | Düsseldorf-Lierenfeld                                                 | 1870                                                         | 1987 | Stahl, Stahlrohre, Bleche | 1870 von Poensgen als Röhrenwerk gegründet, später Puddel- und Siemens-Martin-Werke, kam über Phoenix-Rheinrohr und Thyssen ab 1970 zu Mannesmann. Heute steht dort u. a. das Veranstaltungsgelände Stahlwerk und Betriebsgebäude der Rhein-Bus Verkehrsbetrieb |
| Mannesmannröhren-Werke Mülheim                                                              | Nordrhein-Westfalen | Kreisfreie Stadt Mülheim an der Ruhr      | Mülheim-Styrum                                                        | 1871                                                         | in Betrieb (2024) | Grobblech, geschweißte Stahlrohre, Rohrbögen ehemals auch Stahl, nahtlose Stahlrohre | Keimzelle der Thyssen'schen Aktivitäten (Fabrik Thyssen & Co.), ab 1926 Teil der VESTAG, nach dem Zweiten Weltkrieg zur Phoenix-Rheinrohr AG, ab 1970 zu den Mannesmannröhren-Werken (seit 2000 Teil der Salzgitter AG), Großrohre als EUROPIPE. Siemens-Martin-Stahlwerk 1970 geschlossen. Nahtlose Rohre 2023 durch Vallourec geschlossen.                                                                             |
| Niederrheinische Hütte, später ArcelorMittal Hochfeld GmbH                                  | Nordrhein-Westfalen | Kreisfreie Stadt Duisburg                 | Duisburg-Hochfeld                                                     | 1850                                                         | 2013 | Walzdraht, früher auch Roheisen und Stahl | 1901 an Guido Henckel von Donnersmarck, ab 1955 zur August Thyssen-Hütte AG, seit 1966 nur noch Walzwerk (Walzdraht), 1971 Zusammenlegung mit dem Hüttenwerk Oberhausen zur Thyssen Niederrhein AG, 1997 Verkauf an ISPAT Steel |
| Phoenix-Ost (Hörder Verein), ehemals Hermannshütte                                          | Nordrhein-Westfalen | Kreisfreie Stadt Dortmund                 | Dortmund-Hörde                                                        | 1839                                                         | 2001 | Stahl, Halbzeug, Eisenbahnschienen | Seit 1852 Bestandteil des Hörder Bergwerks- und Hütten-Vereins. Auf dem ehemaligen Gelände steht seit 2006 der künstliche Phoenix-See. |
| Phoenix-West                                                                                | Nordrhein-Westfalen | Kreisfreie Stadt Dortmund                 | Dortmund-Hörde                                                        | 1852                                                         | 1998 | Roheisen | Hochofen noch erhalten |
| Rheinische Stahlwerke, heute ArcelorMittal Duisburg GmbH                                    | Nordrhein-Westfalen | Kreisfreie Stadt Duisburg                 | Duisburg-Untermeiderich                                               | 1871                                                         | in Betrieb (2024) | Stahl, früher auch Roheisen | Zusammenschluss mit der Phoenix-Hütte im Jahre 1926 zur Hütte Ruhrort-Meiderich (Hütten waren unmittelbar benachbart und wurden daher gänzlich zusammengelegt) im Rahmen der Gründung der VESTAG, heute Teil des ArcelorMittal-Werks Ruhrort |
| Schalker Verein, später Saint-Gobain Gussrohr GmbH                                          | Nordrhein-Westfalen | Kreisfreie Stadt Gelsenkirchen            | Gelsenkirchen                                                         | 1872                                                         | 1982/2004 | Roheisen, Gussrohre | Explosion des letzten Hochofens 1982, firmierte seit 1976 als Teil der Thyssen Gießerei AG, 1999 Verkauf an die Saint-Gobain-Gruppe, 2004 Schließung des Werks, Fläche wurde freigelegt und eine Gewerbegebiet mit vielen Logistikunternehmen eingerichtet. |
| St.-Antony-Hütte                                                                            | Nordrhein-Westfalen | Kreisfreie Stadt Oberhausen               | Oberhausen-Klosterhardt                                               | 1758                                                         | 1842/1877 | Roheisen, Eisenguss | Ältestes Eisenwerk im Ruhrgebiet, Teil des GHH-Konzerns, Schließung des Hochofens 1842, der Gießerei 1877. Archäologische Ausgrabungen 2006 |
| Stahlwerke Bochum                                                                           | Nordrhein-Westfalen | Kreisfreie Stadt Bochum                   | Bochum                                                                | 1820                                                         | in Betrieb (2024) | Stahl | diverse Übernahmen, Stilllegungen usw. heute teilweise ThyssenKrupp Electrical Steel |
| Westfalenhütte, Thyssenkrupp Steel Europe AG                                                | Nordrhein-Westfalen | Kreisfreie Stadt Dortmund                 | Dortmund-Innenstadt-Nord                                              | 1871                                                         | 2001/teilw. in Betrieb (2024) | Roheisen, Stahl, Schienen, heute Kaltband, Verzinken | Keimzelle der Hoesch AG, 1991 Übernahme durch Krupp, 2001 Stilllegung der „Flüssigphase“ und des Warmbandwerks infolge Fusion Thyssen und Krupp und Konzentration an die Rheinschiene |
| Westfälische Stahlwerke / Rombacher Hütte                                                   | Nordrhein-Westfalen | Kreisfreie Stadt Bochum                   | Bochum                                                                | 1889                                                         | 1970 | Stahl, Schienen | 1921 zu den Rombacher Hüttenwerken, diese 1926 in die Vereinigte Stahlwerke, ab 1934 zum Bochumer Verein gehörig, 1965 schließlich Übernahme durch Krupp |
| Aher Hütte                                                                                  | Nordrhein-Westfalen | Kreis Siegen-Wittgenstein                 | Ferndorf                                                              | 1319                                                         | | Eisen | |
| Allenbacher Hütte                                                                           | Nordrhein-Westfalen | Kreis Siegen-Wittgenstein                 | Allenbach (Hilchenbach)                                               | 1417                                                         | 1821 | Stahl | |
| Brachter Hütte                                                                              | Nordrhein-Westfalen | Kreis Olpe                                | Kirchhundem                                                           | 1743                                                         | | Blei ? | |
| Breitenbacher Hütte                                                                         | Nordrhein-Westfalen | Kreis Siegen-Wittgenstein                 | Siegen-Breitenbach                                                    | 1566                                                         | | Eisen | im Breitenbachtal gelegen |
| Burgholdinghauser Stahlhütte                                                                | Nordrhein-Westfalen | Kreis Siegen-Wittgenstein                 | Burgholdinghausen                                                     | 1589                                                         | | Stahl | |
| Dahlbrucher Stahlhütte                                                                      | Nordrhein-Westfalen | Kreis Siegen-Wittgenstein                 | Dahlbruch                                                             | 1463                                                         | | Stahl | |
| Eichhölzer Schmelzhütte                                                                     | Nordrhein-Westfalen | Kreis Olpe                                | Kirchhundem-Varste                                                    | 1741                                                         | 1810 | Kupfer, Blei | |
| Eisenhütte Prinz Rudolph                                                                    | Nordrhein-Westfalen | Kreis Coesfeld                            | Dülmen                                                                | 1842                                                         | 1875 | Roheisen aus Rasenerz | Stilllegung des Hochofen 1875 danach Guss und Maschinenbau bis heute. |
| Eiserfelder Kupferhütte                                                                     | Nordrhein-Westfalen | Kreis Siegen-Wittgenstein                 | Eiserfeld                                                             | 1780                                                         | 1794 | Kupfer | |
| Ernsdorfer Kupferhütte                                                                      | Nordrhein-Westfalen | Kreis Siegen-Wittgenstein                 | Ernsdorf                                                              | 1525                                                         | | | |
| Ferndorfer Kupferhütte                                                                      | Nordrhein-Westfalen | Kreis Siegen-Wittgenstein                 | Ferndorf                                                              | 1502                                                         | | Kupfer | |
| Friedrichshütte                                                                             | Nordrhein-Westfalen | Kreis Siegen-Wittgenstein                 | Bad Laasphe                                                           | 1450                                                         | 1463 | Roheisen | |
| Gosenbacher Kupferhütte                                                                     | Nordrhein-Westfalen | Kreis Siegen-Wittgenstein                 | Eiserfeld                                                             | 1770                                                         | 1805 | Kupfer | |
| Hermannshütte                                                                               | Nordrhein-Westfalen | Kreis Siegen-Wittgenstein                 | Dahlbruch                                                             | 1463                                                         | | Eisen | in der Winterbach gelegen |
| Kupferhütte zu Müsen                                                                        | Nordrhein-Westfalen | Kreis Siegen-Wittgenstein                 | Müsen                                                                 | 1707                                                         | | Kupfer | |
| Laaspher Hütte                                                                              | Nordrhein-Westfalen | Kreis Siegen-Wittgenstein                 | Bad Laasphe                                                           | 1532                                                         | | Roheisen | |
| Loher Stahlhütte                                                                            | Nordrhein-Westfalen | Kreis Siegen-Wittgenstein                 | Kredenbach                                                            | 1489                                                         | | Stahl | |
| Luisenhütte Wocklum                                                                         | Nordrhein-Westfalen | Märkischer Kreis                          | Endorf                                                                | 1720                                                         | 1853 | Roheisen | |
| Obere Stahlhütte zu Müsen                                                                   | Nordrhein-Westfalen | Kreis Siegen-Wittgenstein                 | Müsen                                                                 | 1492                                                         | | Stahl | |
| Rothenbacher Hütte                                                                          | Nordrhein-Westfalen | Kreis Siegen-Wittgenstein                 | Müsen                                                                 | 1721                                                         | 1904 | Silber | |
| Silber- und Bleihütte Müsen                                                                 | Nordrhein-Westfalen | Kreis Siegen-Wittgenstein                 | Müsen                                                                 | 1763                                                         | 1803 | Silber, Blei | |
| Seelenberger Eisenhütte                                                                     | Nordrhein-Westfalen | Kreis Siegen-Wittgenstein                 | Struthütten                                                           | 1579 (vor)                                                   | 1901 | Kupfer, Roheisen | 1579 erwähnt; 1801 Jahresproduktion von 1.017 t Eisen |
| Seelenberger Kupferhütte                                                                    | Nordrhein-Westfalen | Kreis Siegen-Wiggenstein                  | Struthütten                                                           | 1844                                                         | | Kupfer | |
| Silber- und Bleihütte Littfeld                                                              | Nordrhein-Westfalen | Kreis Siegen-Wittgenstein                 | Littfeld                                                              | 1760                                                         | 1808 | Silber, Blei, Aluminium | |
| Silberger Hütte                                                                             | Nordrhein-Westfalen | Kreis Olpe                                | Kirchhundem                                                           | 1555                                                         | | Blei | |
| Stachelauer Hütte                                                                           | Nordrhein-Westfalen | Kreis Olpe                                | Olpe, Ortsteil Stachelau                                              | 16. Jh.                                                      | 19. Jh. | Kupfer | |
| Untere Stahlhütte zu Müsen                                                                  | Nordrhein-Westfalen | Kreis Siegen-Wittgenstein                 | Müsen                                                                 | 1463                                                         | | Stahl | |
| Wildener Hütte                                                                              | Nordrhein-Westfalen | Kreis Siegen-Wittgenstein                 | Wilden                                                                |                                                              | | Roheisen | |
| Zinkhütte Birkengang oder Friedrich-Wilhelm-Hütte                                           | Nordrhein-Westfalen | Städteregion Aachen                       | Stolberg Ortsteil Birkengang                                          | 1845                                                         | 1926 | Zink | |
| Zinkhütte Münsterbusch oder Heinrich-Hütte                                                  | Nordrhein-Westfalen | Städteregion Aachen                       | Stolberg Ortsteil Münsterbusch                                        | 1834                                                         | 1967 | Zink | |
| Zinkhütte Steinfurt                                                                         | Nordrhein-Westfalen | Städteregion Aachen                       | Stolberg Ortsteil Steinfurt                                           | 1850                                                         | | Zink | |
| Zinkhütte Velau                                                                             | Nordrhein-Westfalen | Städteregion Aachen                       | Stolberg Ortsteil Velau                                               | 1819                                                         | vor 1922 | Zink | |
| Blei- und Silberhütte Braubach                                                              | Rheinland-Pfalz     | Rhein-Lahn-Kreis                          | Braubach                                                              | 1691                                                         | heute Sekundärbleihütte, Recyclingbetrieb BSB Recycling GmbH (2018)                                                                          | früher Blei, Silber, Zink; heute Blei, Zinnlegierungen, Seculene (aus Sekundärmaterial wie z. B. Batteriegehäuse hergestellte Polypropylen-Compounds)                                                                                          | Industriedenkmal seit 2002 Teil des UNESCO-Welterbe Kulturlandschaft Oberes Mittelrheintal |
| Eisenkaute (Gutehoffnungshütte)                                                             | Rheinland-Pfalz     | Westerwaldkreis                           | Lautzenbrücken                                                        | 1770                                                         | 1930 | Roheisen | |
| Schutzbacher Hütte                                                                          | Rheinland-Pfalz     | Kreis Altenkirchen                        | Dermbach                                                              | 1370                                                         | | Roheisen | 1370 erwähnt |
| Dermbacher Hütte                                                                            | Rheinland-Pfalz     | Kreis Altenkirchen                        | Dermbach                                                              | 1471                                                         | 1718/19 | Roheisen | 1471 erwähnt; um 1718/19 mit der Seelenberger Hütte zusammengelegt |
| Alte Wehbacher Hütte                                                                        | Rheinland-Pfalz     | Kreis Altenkirchen                        | Wehbach                                                               | 1471/72                                                      | | Roheisen | |
| Friedrichshütte Abteilung Wehbach                                                           | Rheinland-Pfalz     | Kreis Altenkirchen                        | Wehbach                                                               | 1839                                                         | 1969-09-30 | Roheisen, Stahl, Blech | als Abteilung der Herdorfer Friedrichshütte errichtet; Stahlwerk, ein Blockwalz-, Groblech-, Mittelblech- sowie ein Feinblechwalzwerk |
| Alte Herdorfer Hütte                                                                        | Rheinland-Pfalz     | Kreis Siegen-Wittgenstein                 | Herdorf                                                               | 1471                                                         | 1968-08-1968 | Roheisen | 1914 von Friedrichshütte übernommen |
| Friedrichshütte                                                                             | Rheinland-Pfalz     | Landkreis Altenkirchen (Westerwald)       | Herdorf                                                               | 1871                                                         | 1968-08-1968 | Stahl, Roheisen, Feinblech | |
| Langenbacher Hütte? (Hüttenwerk am Esch)                                                    | Rheinland-Pfalz     | Westerwaldkreis                           | Langenbach bei Kirburg                                                | 1722                                                         | 1722 (kurz danach) | Roheisen | |
| Sayner Hütte                                                                                | Rheinland-Pfalz     | Landkreis Mayen-Koblenz                   | Sayn                                                                  |                                                              | | | Industriedenkmal, Museum |
| Schelder Hütte                                                                              | Rheinland-Pfalz     | Landkreis Altenkirchen (Westerwald)       | Niederschelderhütte                                                   | 1444                                                         | | Roheisen | |
| Bettinger Schmelz                                                                           | Saarland            | Landkreis Saarlouis                       | Schmelz                                                               | 1680                                                         | 1868 | Eisen | |
| Burbacher Hütte                                                                             | Saarland            | Regionalverband Saarbrücken               | Saarbrücken                                                           | 1856                                                         | Walzwerk als Teil von Saarstahl in Betrieb (2024)                                                                                            | Eisen und Stahl | |
| Dillinger Hütte                                                                             | Saarland            | Landkreis Saarlouis                       | Dillingen                                                             | 1685                                                         | in Betrieb (2024) | Eisen, Stahl und Grobbleche | Größtes Grobblechwerk Europas. Im Stahlwerk werden die weltweit größten Brammen gegossen. |
| Eisenhütte Geislautern                                                                      | Saarland            | Regionalverband Saarbrücken               | Geislautern                                                           | 1585                                                         | 1874 | Eisen | |
| Eisenhütte Herrschaft Eberswald                                                             | Saarland            | Landkreis St. Wendel                      | Nonnweiler                                                            | 1577                                                         | 1635 | Eisen | |
| Eisenhütte Saarhölzbach                                                                     | Saarland            | Landkreis Merzig-Wadern                   | Saarhölzbach                                                          | 1614                                                         | | Eisen | |
| Fischbacher Eisenschmelze                                                                   | Saarland            | Regionalverband Saarbrücken               | Fischbach                                                             | 1728                                                         | 1866 | Eisen | |
| Halbergerhütte                                                                              | Saarland            | Regionalverband Saarbrücken               | Saarbrücken                                                           | 1756                                                         | in Betrieb (2024) | Eisen, Rohre, Formguss, Motorblöcke | |
| Hüttenwerk Mariahütte                                                                       | Saarland            | Landkreis St. Wendel                      | Braunshausen                                                          | um 1700                                                      | bis heute (2024) | Eisen, Gerberlohe und Formguss | Heute Teil von Diehl Defence, ursprüngliches Hüttenwerk Industriedenkmal. |
| Hubertushütte Bierfeld                                                                      | Saarland            | Landkreis St. Wendel                      | Bierfeld                                                              | 1755                                                         | 1868 | Eisen, Nägel | |
| Jägersfreuder Schmelze                                                                      | Saarland            | Regionalverband Saarbrücken               | Jägersfreude                                                          | 1718                                                         | 1750 in ein Hammerwerk umgebaut und 1793 geschlossen                                                                                         | Eisen, Schwarzblech | |
| Kasteler Eisenschmelze                                                                      | Saarland            | Landkreis St. Wendel                      | Kastel                                                                | 1611                                                         | | Eisen | |
| Kasteler Kupferschmelze                                                                     | Saarland            | Landkreis St. Wendel                      | Kastel                                                                | 1721                                                         | 1741 | Kupfer | |
| Neunkircher Eisenwerk                                                                       | Saarland            | Landkreis Neunkirchen und Saarpfalz-Kreis | Neunkirchen und Homburg                                               | 1593                                                         | 1982 Ende der Roheisen- und Stahlerzeugung, Walzwerk heute (2024) Teil von Saarstahl; Zieherei Homburg als Saar-Blankstahl in Betrieb (2024) | Eisen und Stahl | Seit 1993 Industriedenkmal Altes Hüttenareal Neunkirchen |
| Nunkircher Eisenschmelze                                                                    | Saarland            | Landkreis Merzig-Wadern                   | Nunkirchen                                                            | 1724                                                         | 1820 | Eisen | |
| Münchweiler Eisenwerk                                                                       | Saarland            | Landkreis Merzig-Wadern                   | Münchweiler                                                           | 1725                                                         | 1868 | Eisen | |
| Stahlhammer Goffontaine                                                                     | Saarland            | Regionalverband Saarbrücken               | Schafbrücke                                                           | 1752                                                         | ca. 1870 | Eisen, Stahl | |
| Stahlwerk Bous                                                                              | Saarland            | Landkreis Saarlouis                       | Bous                                                                  | 1886                                                         | bis heute betrieben (2024) | Stahl und Walzprodukte | Erste serienmäßig hergestellte nahtlose Rohre; EBT-Drehstromlichtbogenofen mit Vakuumentgasungsanlage |
| Stahlwerk St. Ingbert                                                                       | Saarland            | Saarpfalz-Kreis                           | St. Ingbert                                                           | 1733                                                         | Walzwerk bis heute in Betrieb (2024) | Eisen, Stahl und Walzprodukte | Industriedenkmal Alte Schmelz |
| Sulzbacher Eisenschmelze                                                                    | Saarland            | Regionalverband Saarbrücken               | Sulzbach                                                              | 1765                                                         | | Eisen | Erste Hütte in Europa bei der mit Koks statt mit Holzkohle geschmolzen wurde. Älteste Kokerei Deutschlands wurde 1963 geschlossen |
| Völklinger Hütte                                                                            | Saarland            | Regionalverband Saarbrücken               | Völklingen                                                            | 1873                                                         | 1986 Stilllegung der Hochöfen, Stahl- und Walzwerk heute (2024) Teil der Saarstahl AG mit ca. 6000 Mitarbeitern                              | Eisen und Stahl | Die stillgelegte Hochofenanlage mit der Kokerei wurde 1994 als erstes Industriedenkmal zum UNESCO-Weltkulturerbe erhoben. Im Stahlwerk arbeitet ein Lichtbogenofen |
| Bergbau- und Hüttenkombinat „Albert Funk“ Freiberg                                          | Sachsen             | Landkreis Mittelsachsen                   | Freiberg, Aue, Ehrenfriedersdorf, St. Egidien, Altenberg, Elbingerode | 1961                                                         | 1990 Privatisierung, nachfolgende Zergliederung und teilweise Stilllegung                                                                    | Gold, Silber, Blei, Zink, Zinn, Nickel und Erzkonzentrate zur Gewinnung von Indium und anderen Spurenmetallen | Anlagen teilweise nicht mehr vorhanden, rekultivierte Areale, ähnliche und veränderte Nutzungen |
| Halsbrücker Hütte und Amalgamierwerk                                                        | Sachsen             | Landkreis Mittelsachsen                   | Halsbrücke                                                            | Halsbrücker Hütte um 1612 Amalgamierwerk 1787–1791 errichtet | | Blei, Silber, Kupfer, Gold | Die Halsbrücker Esse von 1888 war um 1900 höchster Schornstein der Welt (140 m), in Halsbrücke ist die sächsische Goldscheideanstalt |
| Muldener Hütte, heute Muldenhütten Recycling und Umwelttechnik GmbH                         | Sachsen             | Landkreis Mittelsachsen                   | Hilbersdorf Ortsteil Muldenhütten                                     | 14. Jahrhundert                                              | in Betrieb | Früher Silber, Blei, Arsenverbindungen, Schwefelsäure, Natriumsulfat, Antimon-Vorlegierung; heute Sekundärblei, Natriumsulfat, Zinnvorlegierung, Seculene (aus Sekundärmaterial wie z. B. Batteriegehäuse hergestellte Polypropylen-Compounds) | Sekundärbleihütte und thermische Abfallbehandlung, ältester noch betriebener Hüttenstandort in Deutschland |
| Saigerhütte Grünthal                                                                        | Sachsen             | Erzgebirgskreis                           | Olbernhau, Ortsteil Grünthal                                          | 1537                                                         | 1952 teilweise abgerissen | Kupfererzeugnisse | heute Technisches Denkmal |
| Thurmhofer Hütten                                                                           | Sachsen             | Landkreis Mittelsachsen                   | Freiberg                                                              |                                                              | etwa 1638 Thurmhofer 5. Maß Hütte 1754 Thurmhofer 3., 4. Maß Hütte                                                                           | Silber, Blei, Zink | Anlagen nicht mehr vorhanden, für den frühen Freiberger Silberbergbau sehr bedeutend |
| Neue Hütte                                                                                  | Sachsen-Anhalt      | Landkreis Harz                            | Alexisbad bei Harzgerode                                              | 1561                                                         | ca. 1648 | Blei, Silber | |
| Tanner Hütte                                                                                | Sachsen-Anhalt      | Landkreis Harz                            | Tanne (Harz) Stadt Oberharz am Brocken                                | 1355                                                         | 1965 | Eisen | |
| Carlshütte                                                                                  | Schleswig-Holstein  | Kreis Rendsburg-Eckernförde               | Büdelsdorf                                                            | 1827                                                         | | Stahl, Roheisen, Feinblech | |
| Hochofenwerk Lübeck                                                                         | Schleswig-Holstein  | Kreisfreie Stadt Lübeck                   | Lübeck                                                                | 1905                                                         | 1981 | Stahl, Roheisen | |
| Maxhütte (Unterwellenborn), heute Stahlwerk Thüringen GmbH                                  | Thüringen           | Landkreis Saalfeld-Rudolstadt             | Unterwellenborn                                                       | 1872                                                         | in Betrieb (2018) | Roheisen, Stahl, Eisenbahnschienen | Stilllegung des Hochofenbetriebes 1992. 1994 Inbetriebnahme des Elektrostahlwerks. Seit 2012 Teil des brasilianischen CSN-Konzerns. |